# Robert Louis Stevenson
Robert Louis Balfour Stevenson (Edimburg, 13 de novembre de 1850 - Upolu, Samoa, 3 de desembre de 1894) fou un escriptor escocès. És autor d'algunes de les històries fantàstiques i d'aventures més populars, com L'illa del tresor i L'estrany cas del Dr. Jekyll i Mr. Hyde. Va ser molt conegut en el seu temps i algunes de les seves obres han esdevingut clàssiques.
Nascut i educat a Edimburg, Stevenson va patir greus problemes bronquials durant gran part de la seva vida, però va continuar escrivint prolíficament i viatjant molt, desafiant la seva mala salut. De jove, es va barrejar als cercles literaris londinencs, rebent ànims d'Andrew Lang, Edmund Gosse, Leslie Stephen i W. E. Henley, l'últim dels quals pot haver proporcionat el model de Long John Silver a L'illa del tresor. El 1890 es va establir a Samoa on, alarmat per la creixent influència europea i nord-americana a les illes del Mar del Sud, els seus escrits es van apartar del romanç i l’aventura cap a un realisme més fosc. Va morir a casa seva a l'illa el 1894.
La reputació crítica de Stevenson ha fluctuat des de la seva mort, tot i que avui en dia les seves obres són reconegudes. El 2018 va ser classificat, just darrere de Charles Dickens, com el 26è autor més traduït del món.

## Biografia

### Família i educació

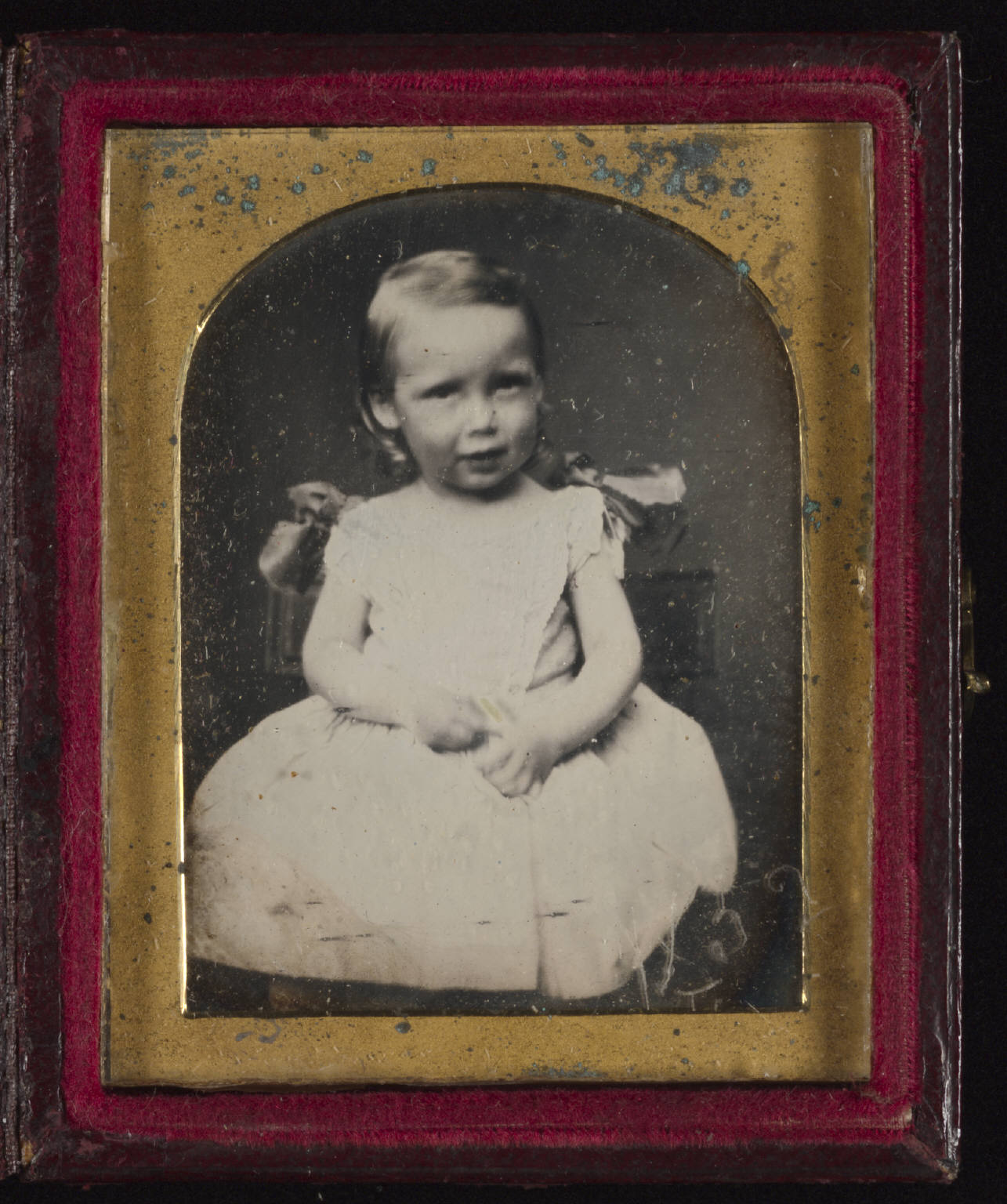
Retrat Daguerreotip de Stevenson de nen.

Stevenson va néixer a Howard Place nº8, Edimburg, Escòcia, el 13 de novembre de 1850, fill de Thomas Stevenson (1818–1887), un destacat enginyer de fars, i la seva dona, Margaret Isabella (nascuda a Balfour, 1829–1897). Va ser batejat com Robert Lewis Balfour Stevenson. Al voltant dels 18 anys, va canviar l'ortografia de "Lewis" per "Louis", i va deixar "Balfour" el 1873. Provinent d'una família burgesa, Stevenson va passar una infància feliç i despreocupada.

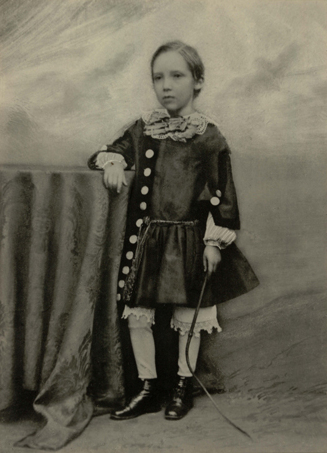
Stevenson als 7 anys.

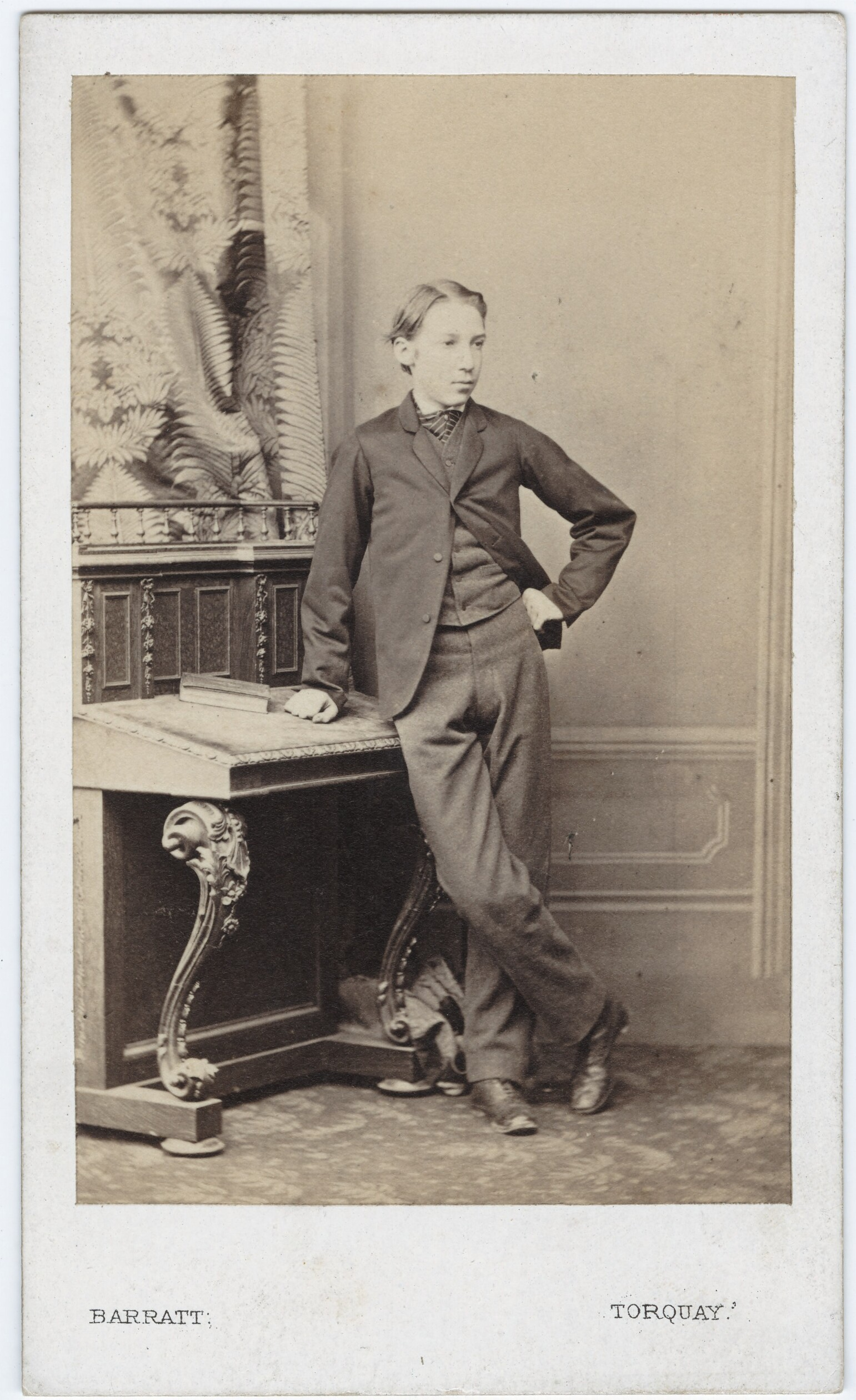
Stevenson als 14 anys.

L'ofici de la família era el disseny de fars; el pare de Thomas (l'avi de Robert) era enginyer civil Robert Stevenson, i els germans de Thomas (els oncles de Robert) Alan i David estaven en el mateix camp. L'avi matern de Thomas, Thomas Smith havia exercit la mateixa professió. No obstant això, la família de la mare de Robert eren gentry, remuntant el seu llinatge a Alexander Balfour que havia ocupat les terres de Inchrye a Fife al segle segle xv. El pare de la seva mare Lewis Balfour (1777–1860) va ser ministre de l'Església d'Escòcia a la propera Colinton, i els seus germans incloïen el metge George William Balfour i l'enginyer marí James Balfour. Stevenson va passar la major part de les vacances de la seva infantesa a la casa del seu avi matern.
Lewis Balfour i la seva filla tenien pits delicats, de manera que sovint necessitaven romandre en climes més càlids per a la seva salut. Stevenson va heretar una tendència a la tos i la febre, exacerbada quan la família es va traslladar a una casa humida i freda a Inverleith Terrace nº 1 el 1851. La família es va traslladar de nou al 17 Heriot Row, més assolellat, quan Stevenson tenia sis anys, però la tendència a la malaltia extrema a l'hivern es va mantenir amb ell fins als 11 anys. La malaltia va ser una característica recurrent de la seva vida adulta i el va deixar extraordinàriament prim. Les opinions contemporànies eren que tenia tuberculosi, però les opinions més recents diuen que es tractava d'bronquièctasi o fins i tot sarcoïdosi.
Els pares de Stevenson eren tots dos devots presbiterians, però la llar no era estricta en la seva adhesió als principis calvinistes. La seva infermera Alison Cunningham (coneguda com a Cummy) era més ferventament religiosa. La seva barreja de calvinisme i creences populars va ser una font primerenca de malsons per al nen, i ell va mostrar una preocupació precoç per la religió. També el va cuidar amb tendresa quan estava malalt, llegint-li llibres de John Bunyan i la Bíblia mentre estava malalt al llit i explicant històries dels covenanters. Stevenson va recordar aquesta època de malaltia a "The Land of Counterpane" a A Child's Garden of Verses (1885), dedicant el llibre a la seva infermera.
Stevenson era fill únic, d'aspecte estrany i excèntric, i li va costar encaixar quan va ser enviat a una escola propera als 6 anys, un problema que es va repetir als 11 anys quan va passar a l'Acadèmia d'Edimburg; però es barrejava bé en els jocs animats amb els seus cosins durant les vacances d'estiu a Colinton. Les seves malalties freqüents sovint el mantenien allunyat de la seva primera escola, de manera que li van ensenyar professors particulars durant llargs períodes. Va ser un lector tardà, aprenent als 7 o 8 anys, però fins i tot abans d'això dictava històries a la seva mare i a la seva infermera, i va escriure històries de manera compulsiva al llarg del temps de la seva infantesa. El seu pare estava orgullós d'aquest interès; també havia escrit històries en el seu temps lliure fins que el seu propi pare les va trobar i li va dir que "abandona aquestes tonteries i ocupa't dels teus negocis". Va pagar la impressió de la primera publicació de Robert als 16 anys, titulat The Pentland Rising: A Page of History, 1666. Era un relat de la Rebel·lió dels Covenanters que es va publicar el 1866, el 200è aniversari de l'esdeveniment.

### Educació
El setembre de 1857, Stevenson va anar a Mr Henderson's School a India Street, Edimburg, però a causa de la mala salut es va quedar només unes setmanes i no va tornar fins a l'octubre de 1859. Durant les seves moltes absències, era ensenyat per tutors privats. L'octubre de 1861, va anar a l'Acadèmia d'Edimburg, una escola independent per a nois, i s'hi va quedar esporàdicament durant uns quinze mesos. A la tardor de 1863, va passar un trimestre en un internat anglès a Spring Grove a Isleworth a Middlesex (ara una àrea urbana de l'oest de Londres). L'octubre de 1864, després d'una millora de la seva salut, va ser enviat a l'escola privada de Robert Thomson a Frederick Street, Edimburg, on va romandre fins que va anar a la universitat. El novembre de 1867, Stevenson va entrar a la Universitat d'Edimburg per estudiar enginyeria nàutica. Des del principi no mostrava cap entusiasme pels seus estudis i dedicava molta energia a evitar les conferències. Aquest temps va ser més important per les amistats que va fer amb altres estudiants de The Speculative Society (un club de debat exclusiu), particularment amb Charles Baxter, que es convertiria en l'agent financer de Stevenson, i amb un professor, Fleeming Jenkin, la casa del qual va posar en escena un drama amateur en el qual Stevenson va participar, i la biografia del qual escriuria més tard. Potser el més important en aquest moment de la seva vida va ser un cosí, Robert Alan Mowbray Stevenson (conegut com "Bob"), un jove alegre que, en comptes de la professió familiar, havia optat per estudiar art.
Cada any durant les vacances, Stevenson viatjava per inspeccionar les obres d'enginyeria de la família: a Anstruther i Wick el 1868, amb el seu pare a la seva gira oficial per Orkney i el fars de les illes Shetland el 1869, i durant tres setmanes a l'illa d'Erraid el 1870. Va gaudir més dels viatges pel material que donaven per a la seva escriptura que per qualsevol interès en enginyeria. El viatge amb el seu pare li va agradar perquè un viatge similar de Walter Scott amb Robert Stevenson havia proporcionat la inspiració per a la novel·la de 1822 de Scott The pirate. L'abril de 1871, Stevenson va notificar al seu pare la seva decisió de seguir una vida de lletres. Tot i que l'ancià Stevenson es va sentir decebut, la sorpresa no podia haver estat gran, i la mare de Stevenson va informar que estava "meravellosament resignat" a l'elecció del seu fill. Per proporcionar una certa seguretat, es va acordar que Stevenson hauria de cursar dret (de nou a la Universitat d'Edimburg) i ser admès com advocat escocès.

### Rebuig del dogma eclesiàstic
En altres aspectes també, Stevenson s'allunyava de la seva educació. El seu vestit es va fer més bohemi; ja portava els cabells llargs, però ara va començar a portar una jaqueta de vellut i poques vegades assistia a les festes amb vestuari de nit convencional. Dins dels límits d'un estricte subsidi, va visitar pubs i bordells barats. Més significativament, havia arribat a rebutjar el cristianisme i es va declarar ateu. El gener de 1873, el seu pare va trobar la constitució del club LJR (Llibertat, Justícia, Reverència), del qual eren membres Stevenson i el seu cosí Bob, que començava: "Disregard everything our parents have taught us" (Desconsidereu tot el que ens han ensenyat els nostres pares). Interrogant el seu fill sobre les seves creences, va descobrir la veritat. Stevenson ja no creia en Déu i s'havia cansat de fingir ser una cosa que no era: "He de viure tota la meva vida com una falsedat?" El seu pare es va declarar devastat: "Has fet que tota la meva vida sigui un fracàs". La seva mare va considerar que la revelació va ser "l'aflicció més greu" que li va passar. "Oh Senyor, quina cosa més agradable és", va escriure Stevenson al seu amic Charles Baxter, "haver condemnat la felicitat (probablement) de les dues úniques persones que es preocupen per tu al món."

### Connexions literàries i artístiques
| «                                                                        | (anglès) For my part, I travel not to go anywhere, but to go. I travel for travel’s sake. The great affair is to move. | (català) Per la meva banda, viatjo no per anar enlloc, sinó per anar-hi. Viatjo per viatjar. El gran afer és moure's. | » |
| — Robert Louis Stevenson a Travels with a Donkey in the Cévennes (1879). | | |   |

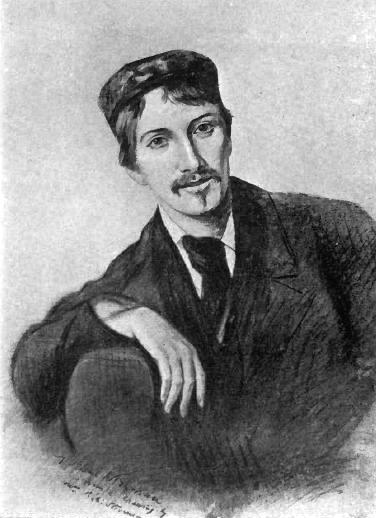
'Stevenson als 26, aiguafort de Charles Wirgman després d'un dibuix de Fanny Osbourne.

La vida de Stevenson durant aquest període va consistir en viatjar a l'estiu, estudiar literatura i escriure assaigs a l'hivern. Els viatges d'estiu van començar amb una estada l'any 1872 amb el seu company d'estudis de dret i amic Walter Grindlay Simpson a Frankfurt del Main.
Stevenson estava visitant un cosí a Anglaterra a finals de 1873 (Stevenson tenia 23 anys) quan va conèixer dues persones que es van convertir en molt importants per a ell: Sidney Colvin i Fanny (Frances Jane) Sitwell. Sitwell era una dona de 34 anys amb un fill, que estava separada del seu marit. Va atreure la devoció de molts que la van conèixer, inclòs Colvin, que es va casar amb ella el 1901. Stevenson també es va sentir atret per ella, i van mantenir una correspondència càlida durant diversos anys en què va oscil·lar entre el paper d'un pretendent i un fill (es dirigia a ella com "Madonna"). Colvin es va convertir en l'assessor literari de Stevenson i va ser el primer editor de les seves cartes després de la seva mort. Va col·locar la primera contribució pagada de Stevenson a The Portfolio, un assaig titulat "Roads".
Stevenson aviat va estar actiu a la vida literària londinenca, coneixent molts dels escriptors de l'època, inclosos Andrew Lang, Edmund Gosse i Leslie Stephen, després pare de Virginia Woolf, editor de The Cornhill Magazine que es va interessar per l'obra de Stevenson. Stephen va portar a Stevenson a visitar un pacient a la Infermeria d'Edimburg anomenat William Ernest Henley, un poeta enèrgic i xerraire amb una cama de fusta com a resultat de la tuberculosi òssia. Més tard va escriure drames amb Henley, com ara Deacon Brodie. El Cornhill Magazine de Stephen va publicar, entre altres coses, la col·lecció d'assajos de Stevenson Virginibus Puerisque el 1876 (publicat com a llibre l'any 1881). Henley es va convertir en un amic íntim i col·laborador literari ocasional, fins que va esclatar una baralla que va trencar la seva amistat el 1888, i sovint es considera que va ser la inspiració de Long John Silver a L'illa del tresor.

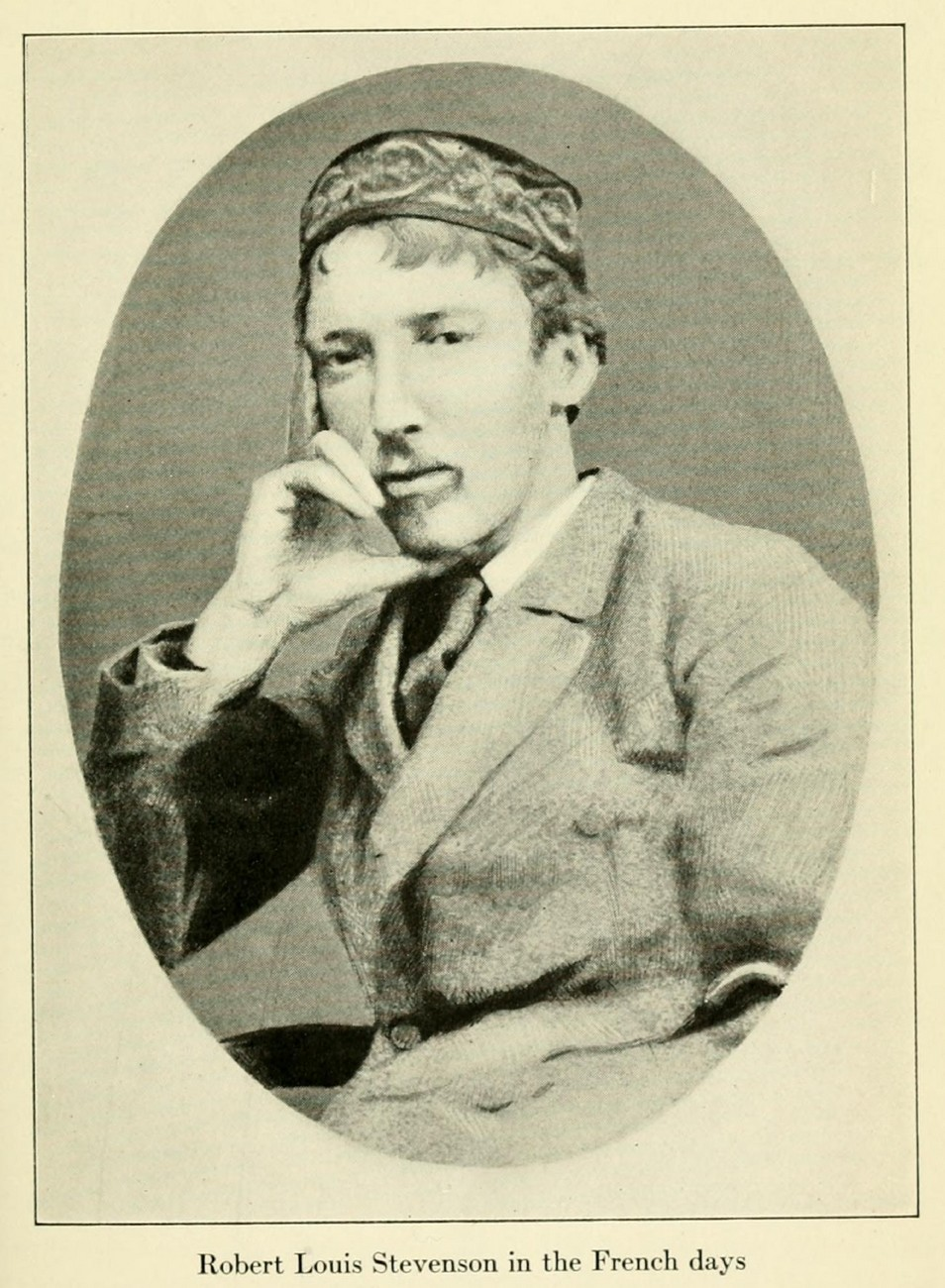
Stevenson als 26 anys el 1876 a Barbizon, França.

Stevenson va ser enviat a Menton, a la Riviera francesa, el novembre de 1873 per recuperar-se després que la seva salut fallés. Va tornar amb millor salut l'abril de 1874 i es va establir als seus estudis, però després va tornar a França diverses vegades. Va fer viatges llargs i freqüents al barri de el Bosc de Fontainebleau, allotjant-se a Barbizon, Grez-sur-Loing i Nemours i convertint-se en membre de les colònies d'artistes d'allà. També va viatjar a París per visitar galeries i teatres. Es va qualificar per al bar escocès el juliol de 1875, i el seu pare va afegir una placa de llautó a la casa Heriot Row on es llegeix "R.L. Stevenson, advocat". Els seus estudis de dret van influir en els seus llibres, però mai va exercir d'advocat; totes les seves energies es dedicaven a viatjar i escriure. Un dels seus viatges va ser un viatge en canoa per Bèlgica i França amb Sir Walter Simpson, un amic de la Speculative Society, un company de viatge freqüent i autor de The Art of Golf (1887). Aquest viatge va ser la base del seu primer llibre de viatges An Inland Voyage (1878).
Stevenson va tenir una llarga correspondència amb el seu compatriota escocès J.M. Barrie. Va convidar Barrie a visitar-lo a Samoa, però els dos no es van conèixer mai.

### Matrimoni

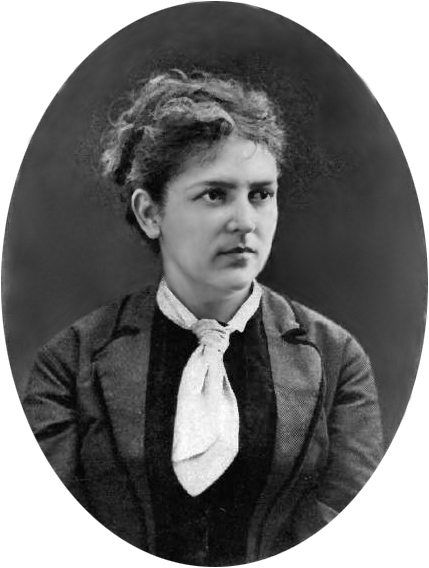
Fanny Van de Grift Osbourne, c. 1876

El viatge en canoa amb Simpson va portar Stevenson a Grez el setembre de 1876, on va conèixer Fanny Van de Grift Osbourne (1840–1914), nascuda a Indianapolis. S'havia casat als 17 anys i es va traslladar a Nevada per reunir-se amb el seu marit Samuel després de la seva participació a la Guerra Civil Americana. Els seus fills eren Isobel (o "Belle"), Lloyd i Hervey (que va morir el 1875). Però la ira per les infidelitats del seu marit va provocar una sèrie de separacions. El 1875, havia portat els seus fills a França, on ella i Isobel van estudiar art. Quan Stevenson la va conèixer, la Fanny era ella mateixa una escriptora de contes de revistes de reconeguda habilitat.
Stevenson va tornar a Gran Bretanya poc després d'aquesta primera trobada, però Fanny sembla que va romandre en els seus pensaments, i va escriure l'assaig "On falling in love" per a The Cornhill Magazine. Es van retrobar a principis de 1877 i es van convertir en amants. Stevenson va passar gran part de l'any següent amb ella i els seus fills a França. L'agost de 1878, va tornar a San Francisco i Stevenson es va quedar a Europa, fent el viatge a peu que va ser la base de Travels with a Donkey in the Cévennes (1879). Però va marxar a reunir-se amb ella l'agost de 1879, contra el consell dels seus amics i sense avisar els seus pares. Va agafar un passatge de segona classe al vaixell de vapor Devonia, en part per estalviar diners però també per conèixer com viatjaven els altres i per augmentar l'aventura del viatge. Després va viatjar per terra en tren des de la ciutat de Nova York fins a Califòrnia. Més tard va escriure sobre l'experiència a The Amateur Emigrant. Va ser una bona experiència per escriure, però li va trencar la salut.

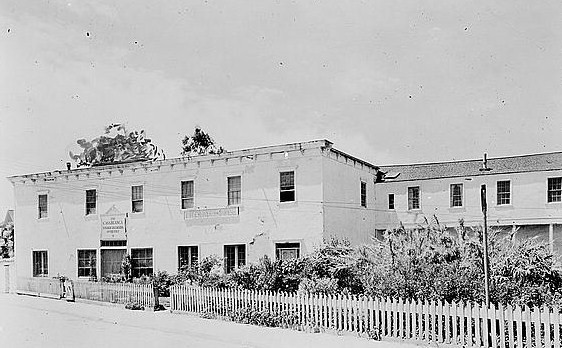
Hotel a Monterey, Califòrnia (ara "Stevenson House"), on va estar el 1879.

Estava a punt de morir quan va arribar a Monterey, Califòrnia, on alguns ramaders locals el van cuidar per recuperar-lo. Es va allotjar durant un temps a l'hotel francès situat al 530 Houston Street, ara un museu dedicat a la seva memòria anomenat "Stevenson House". Mentre era allà, sovint sopava en un restaurant proper dirigit pel francès Jules Simoneau, que es trobava a l'actual Simoneau Plaza; diversos anys més tard, va enviar a Simoneau una còpia inscrita de la seva novel·la L'estrany cas del Dr. Jekyll i Mr. Hyde (1886), escrivint que encara seria un cas més estrany si Robert Louis Stevenson alguna vegada oblidés Jules Simoneau. Mentre estava a Monterey, va escriure un article evocador sobre "l'antiga capital del Pacífic" de Monterey.
El desembre de 1879, Stevenson havia recuperat prou la salut per continuar cap a San Francisco, on va lluitar "tot sol amb quaranta-cinc cèntims al dia, i de vegades menys, amb quantitats de treball dur i molts pensaments pesats", en un esforç per mantenir-se a ell mateix amb els seus escrits. Però al final de l'hivern, la seva salut es va tornar a trencar i es va trobar a les portes de la mort. Ara la Fanny estava divorciada i recuperada de la seva pròpia malaltia, i ella li va fer d'infermera per recuperar-se. "Després d'un temps", va escriure, "el meu esperit es va aixecar de nou en un frenesí diví, i des de llavors ha donat una puntada de peu i ha estimulat el meu cos vil cap endavant amb gran èmfasi i èxit." Quan el seu pare va sentir del seu estat, li va enviar diners per ajudar-lo durant aquest període.

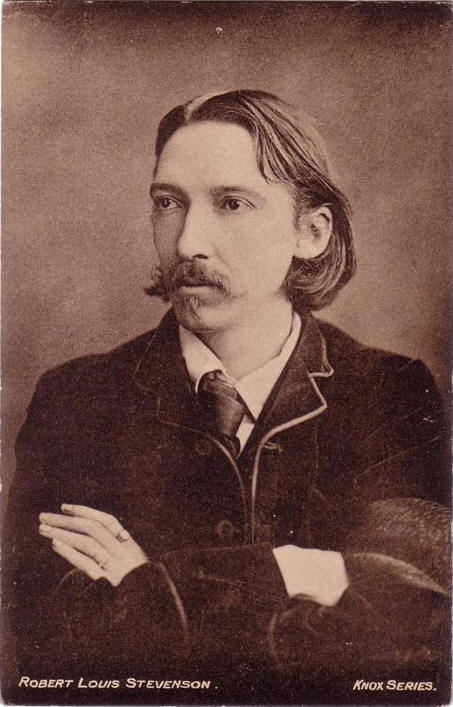
Stevenson als 30 anys.

Fanny i Robert es van casar el maig de 1880, quan ell tenia 30 anys, tot i que va dir que ell era "una simple complicació de la tos i els ossos, molt més apte per a un emblema de la mortalitat que com a nuvi". Va viatjar amb la seva nova esposa i el seu fill Lloyd al nord de San Francisco fins a la Vall de Napa i va passar una lluna de mel d'estiu en un campament miner abandonat al Mont Saint Helena (avui designat Robert Louis Stevenson State Park). Va escriure sobre aquesta experiència a The Silverado Squatters. Va conèixer Charles Warren Stoddard, coeditor de Overland Monthly i autor de South Sea Idylls, que va instar Stevenson a viatjar al Pacífic Sud, una idea que va tornar a ell molts anys després. L'agost de 1880, va navegar amb Fanny i Lloyd de Nova York a Gran Bretanya i va trobar els seus pares i el seu amic Sidney Colvin al moll de Liverpool, contents de veure'l tornar a casa. A poc a poc, la seva dona va poder arreglar les diferències entre pare i fill i fer-se part de la família gràcies al seu encant i enginy.

### Anglaterra i de tornada als Estats Units
El matrimoni es va mudar a Edimburg, després a Davos, Suïssa, i finalment es van establir el 1884 al districte de Westbourne de la ciutat costanera anglesa de Bournemouth a Dorset. Vivien en una casa de Stevenson anomenada 'Skerryvore' pel nom d'un far escocès construït pel seu oncle Alan. Tres anys més tard van partir a Nova York, on Stevenson va fer amistat amb Mark Twain, autor de Les aventures de Tom Sawyer. Després d'una breu estada a San Francisco, decideixen emprendre un viatge cap a les illes del Pacífic Sud, on finalment s'estableixen amb els fills de Fanny, la germana d'aquesta, Belle, i la senyora Stevenson (el pare del novel·lista havia mort en aquells dies). No és precisament un rebuig furiós de la civilització: la casa del matrimoni és confortable; la relació de Stevenson amb els aborígens és cordial, però política: de fet, l'escriptor pren partit per un dels caps locals contra la dominació alemanya de l'arxipèlag i escriu en la premsa britànica sobre la penosa situació samoana.

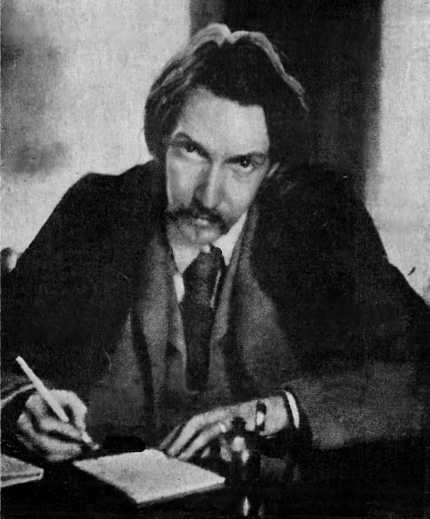
Stevenson als 35 anys el 1885.

Des de l'abril de 1885 Stevenson va comptar amb la companyia del novel·lista Henry James. S'havien conegut anteriorment a Londres i recentment havien intercanviat opinions en articles de revistes sobre "l'art de la ficció" i després en una correspondència en què van expressar la seva admiració pel treball dels altres. Després que James s'hagués traslladat a Bournemouth per ajudar a mantenir la seva germana invàlida, Alice, va acceptar la invitació per fer visites diàries a Skerryvore per conversar a la taula dels Stevenson.
En gran part postrat al llit, durant els seus tres anys a Westbourne, Stevenson va escriure la major part de la seva obra més popular: L'illa del tresor, Kidnapped, L'estrany cas del Dr. Jekyll i Mr. Hyde (que va establir la seva reputació més àmplia), A Child's Garden of Verses i Underwoods.
Thomas Stevenson va morir el 1887 deixant el seu fill sense cap llibertat per seguir els consells del seu metge per provar un canvi complet de clima. Stevenson es va dirigir a Colorado amb la seva mare vídua i la seva família. Però després d'arribar a Nova York, van decidir passar l'hivern als Adirondacks en una casa de cura coneguda ara com a Stevenson Cottage a Saranac Lake. Durant l'hivern intensament fred, Stevenson va escriure alguns dels seus millors assaigs, com ara Pulvis et Umbra. També va començar The Master of Ballantrae i va planejar amb alegria un creuer al sud de l'oceà Pacífic per a l'estiu següent.

### Viatges al Pacífic

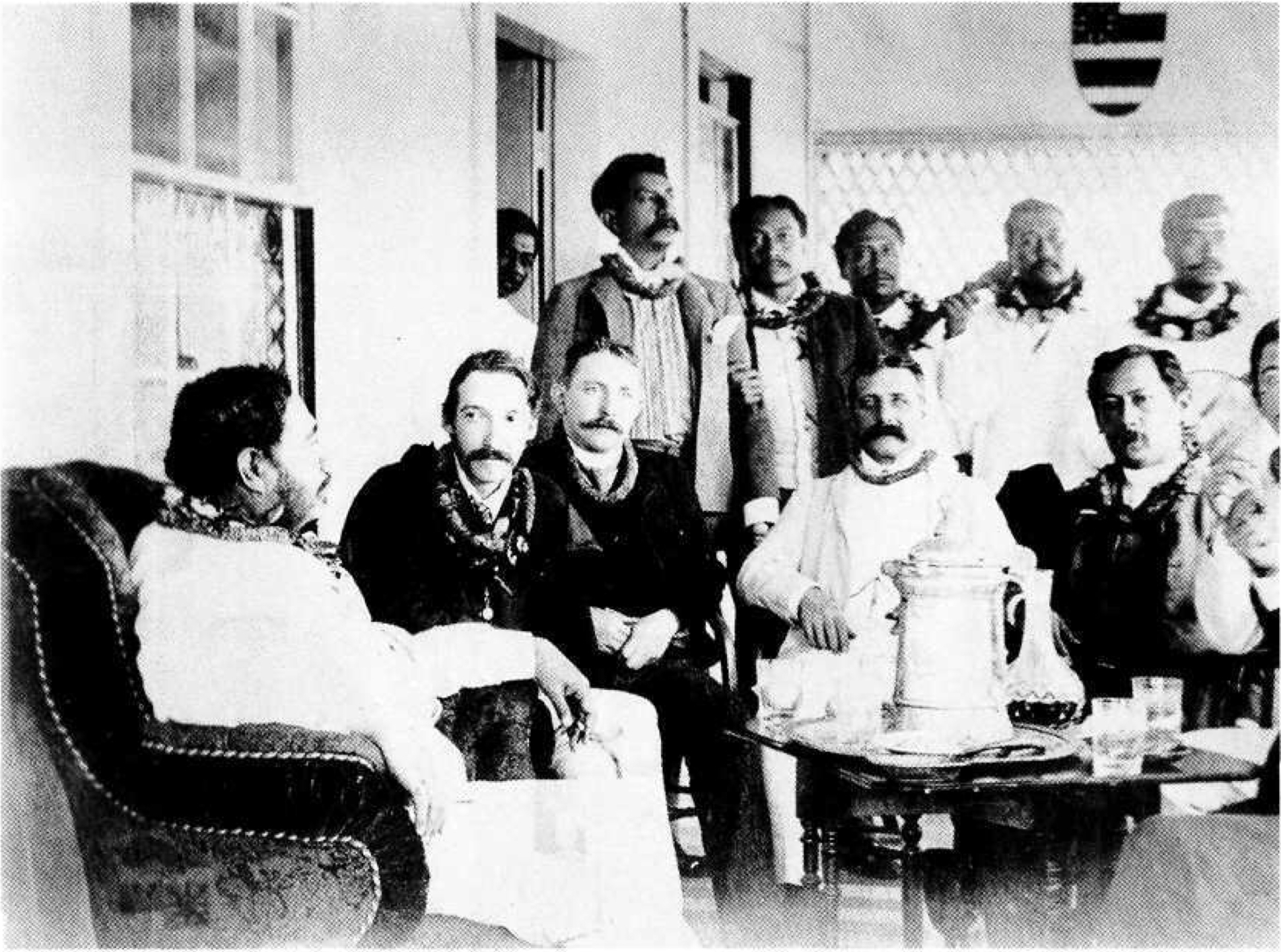
Stevenson i el rei Kalākaua de Hawaii, c. 1889.

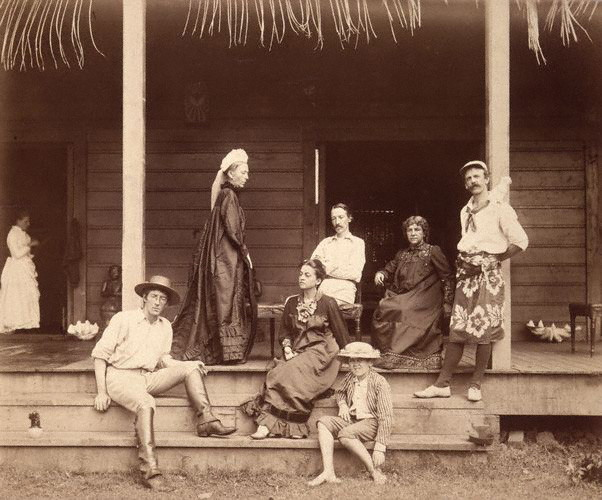
L'autor amb la seva dona a la seva llar a Vailima (Samoa), c. 1892.

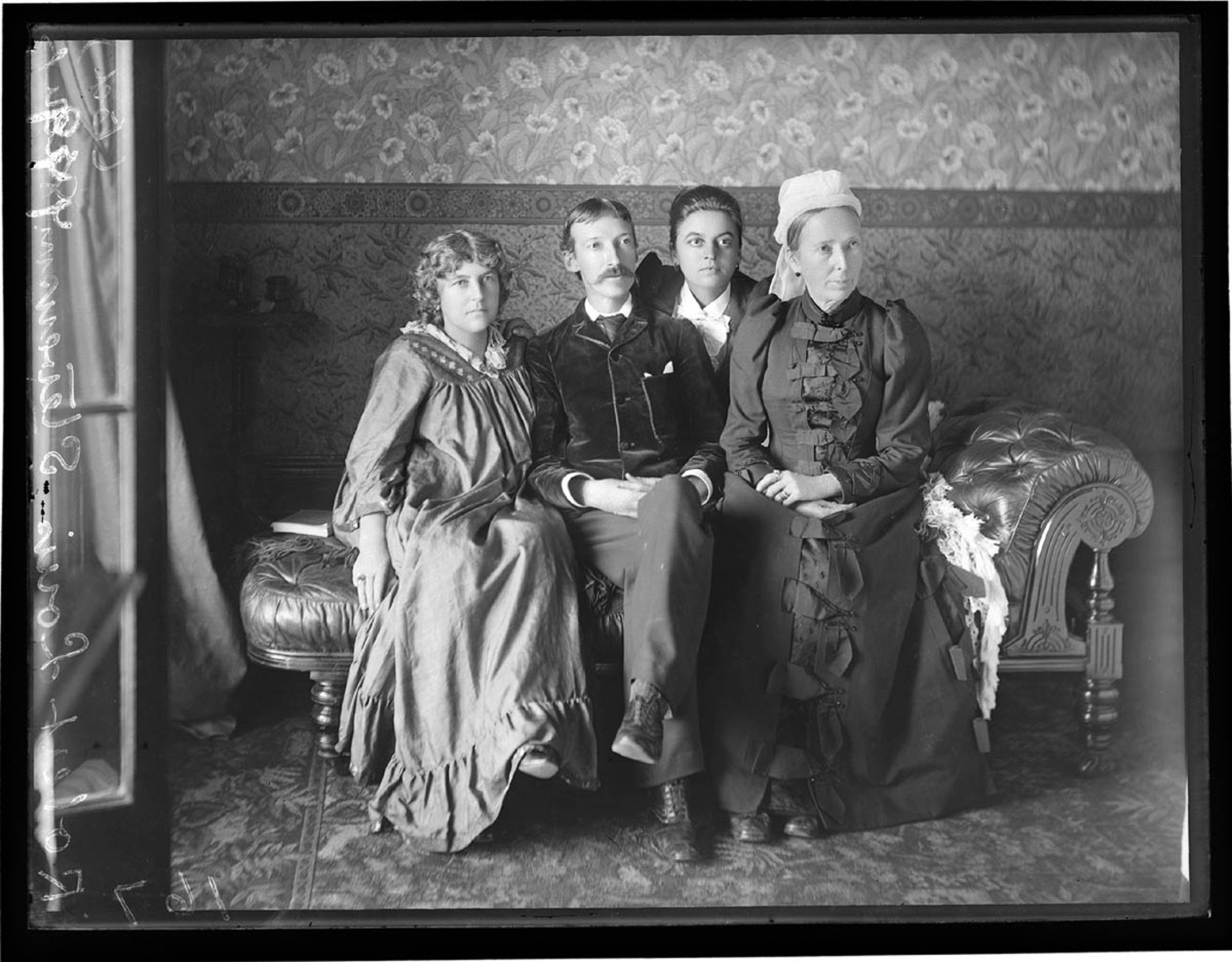
Stevenson i la seva família, 1893.

El juny de 1888, Stevenson va llogar el iot Casco i va salpar amb la seva família des de San Francisco. L'aire del mar i l'emoció de l'aventura li van restablir la salut durant un temps, i durant gairebé tres anys va vagar pel Pacífic oriental i central, aturant-se per llargues estades a les illes Hawaii, on va es va convertir en un bon amic del rei Kalākaua. Va fer amistat amb la neboda del rei, la princesa Victoria Kaiulani, que també tenia herència escocesa. Va passar temps a les illes Gilbert, Tahití, Nova Zelanda i les illes Samoa. Durant aquest període, va completar The Master of Ballantrae, va compondre dues balades basades en les llegendes dels illencs i va escriure The Bottle Imp. Va conservar l'experiència d'aquests anys en les seves diverses cartes i en el seu In the South Seas (que es va publicar pòstumament). Va fer un viatge el 1889 amb Lloyd a la goleta comercial Equator, visitant Butaritari, Mariki, Apaiang i Abemama a les illes Gilbert. Van passar diversos mesos a Abemama amb el cap tirà Tem Binoka, a qui Stevenson va descriure a In the South Seas.
Stevenson va sortir de Sydney, Austràlia, en el Janet Nicoll l'abril de 1890 per al seu tercer i últim viatge entre les illes dels mars del Sud. Tenia la intenció de produir un altre llibre d'escriptura de viatges per seguir el seu llibre anterior In the South Seas, però va ser la seva dona qui finalment va publicar el seu diari del seu tercer viatge. (Fanny escriu malament el vaixell al seu compte The Cruise of the Janet Nichol.) Un company passatger va ser Jack Buckland, les històries del qual de la vida com a comerciant de l'illa es van convertir en la inspiració per al personatge de Tommy Hadden a The Wrecker (1892), que Stevenson i Lloyd Osbourne van escriure junts. Buckland va visitar els Stevenson a Vailima el 1894.

### Darrers treballs

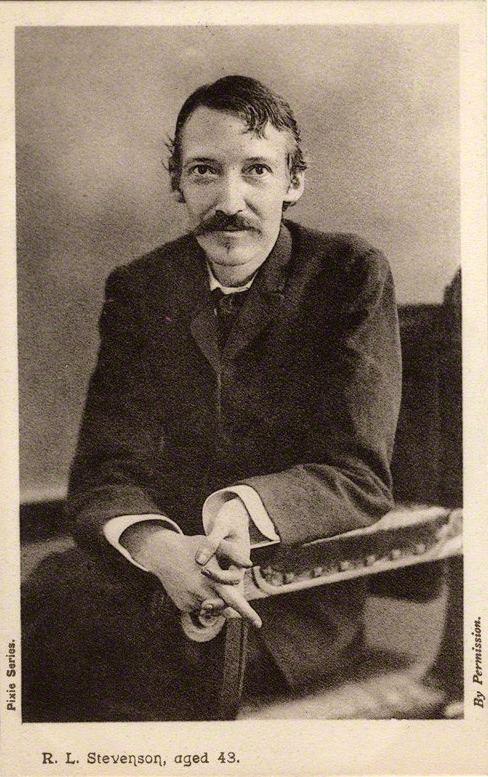
Retrat per Henry Walter Barnett, 1893.

Stevenson va escriure unes 700.000 paraules durant els seus anys a Samoa. Va completar The Beach of Falesá, la història en primera persona d'un comerciant escocès de copra a una illa del mar del Sud. Wiltshire és heroic en termes ni de les seves accions ni de preocupació per la seva pròpia ànima. Més aviat és un home d'enteniment i imaginació limitada, còmode amb els seus propis prejudicis: on, es pregunta, pot trobar "blancs" per a les seves filles de "mitja casta". Els dolents són blancs, el seu comportament envers els illencs es duplica despietadament. Stevenson va veure "The Beach of Falesá" com l'obra pionera en el seu gir del romanç al realisme.
The Ebb-Tide (1894), les desventures de tres naufrags abandonats al port de Papeete, s'ha descrit com a "un microcosmos de la societat imperialista, dirigida per blancs cobdiciosos però incompetents, el treball subministrat per nadius que compleixen els seus deures sense ordres i són fidels a la fe missionera que els europeus no pretenen respectar". Va confirmar el nou gir realista en l'escriptura de Stevenson lluny del romanç i l'aventura adolescents. La primera frase diu: "A tot el món insular del Pacífic, homes dispersos de moltes races europees i de gairebé tots els nivells de la societat porten activitat i difonen malalties". Stevenson ja no estava escrivint sobre la naturalesa humana "en termes d'un concurs entre el doctor Jekyll i Mr. Hyde": "els límits de la responsabilitat moral i els marges del judici moral eren massa borrosos". Igual que amb The Beach of Falesà, a The Ebb-Tide els crítics contemporanis troben paral·lelismes amb diverses obres de Conrad: La follia d'Almayer, El pària de les illes, El negre del 'Narcís', El cor de les tenebres, Lord Jim.

### Mort
Va morir d'un atac cerebral. El seu cos va ser enterrat a la mateixa illa d'Upolu, al mont Vaea.
També és coneguda la seva afició a l'alcohol, fet que li va complicar els problemes de salut.

## Obra
Davant l'aparició de la novel·la naturalista o psicològica, Stevenson va reivindicar el relat clàssic d'aventures, en el qual el caràcter dels personatges es dibuixa en l'acció. En la novel·la L'illa del tresor (1883) mostra, per mitjà d’una història per a infants, el concepte ambigu de la moral, que també es projecta en l'estudi al·legòric de L'estrany cas del Dr. Jekyll i Mr. Hyde (1886) i en una gran part de The Master of Ballantrae (1889). El seu estil elegant i sobri i la naturalesa dels seus relats i les seves descripcions va influir en escriptors del segle xx com Jorge Luis Borges.
De manera constant apareix en les seves novel·les la història i el paisatge d'Escòcia, com en Kidnapped (1886) i Weir of Hermiston (1896). Per la seva popularitat, cal citar també la novel·la històrica The Black Arrow (1888). Són remarcables les seves cartes (Vailima Letters, 1895), i com a poeta deixà dos volums, A Child’s Garden of Verses (1895) i Underwoods (1895).
Va ser autor de nombrosos contes i alguns poemes, però ha esdevingut cèlebre per les seves novel·les.

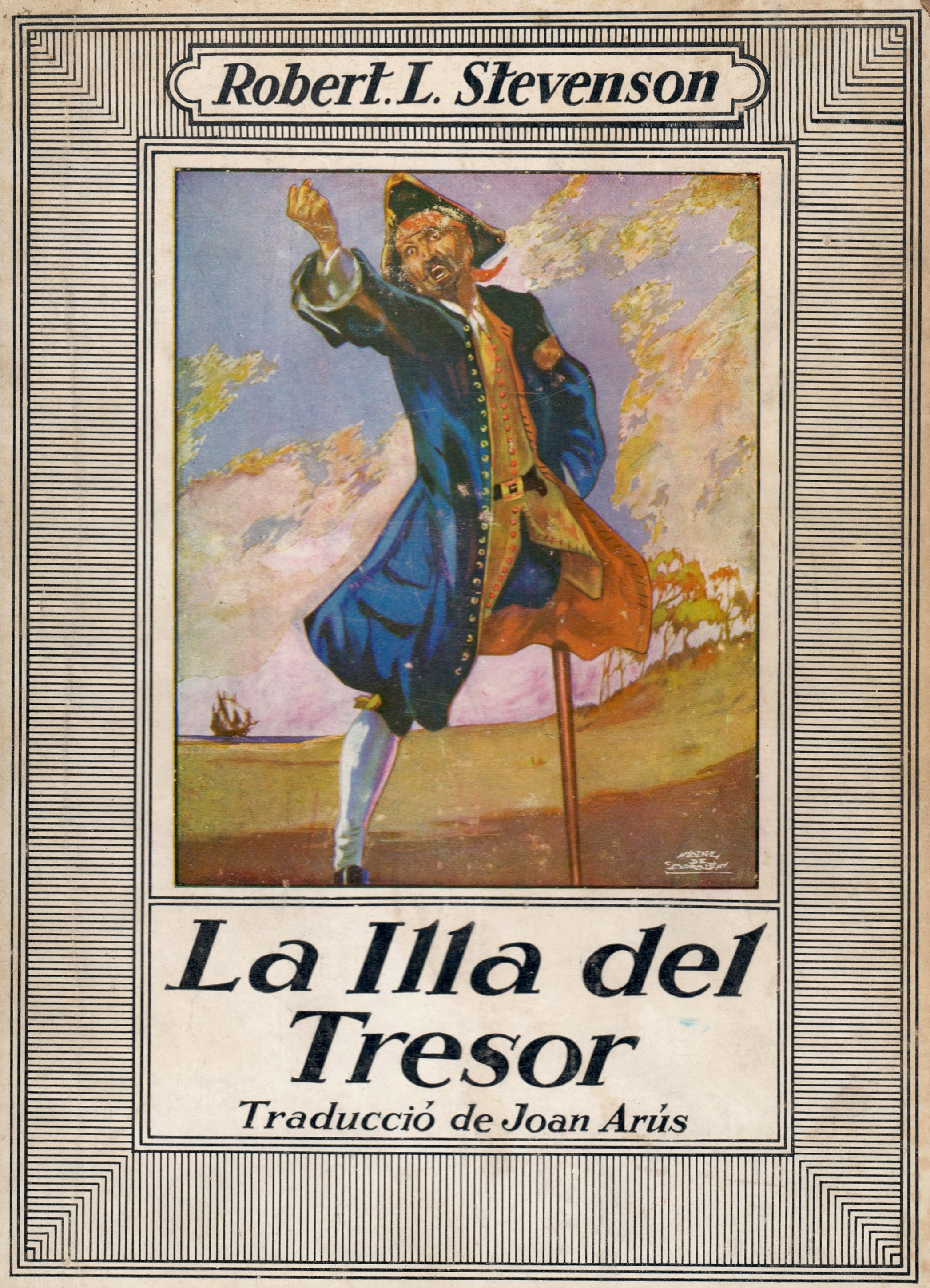
La illa del Tresor (Treasure Island) de Robert L. Stevenson, traducció catalana publicada a Barcelona l'any 1926

### Novel·les
- L'illa del tresor (Treasure Island). Traducció catalana de l'any 1926
- Prince Otto
- L'estrany cas del Dr. Jekyll i Mr. Hyde (Strange Case of Dr Jekyll and Mr Hyde). Traducció catalana de l'any 1934
- Kidnapped
- La fletxa negra (The Black Arrow: A Tale of the Two Roses)
- The Master of Ballantrae
- The Wrong Box (coautor amb Lloyd Osbourne)
- The Wrecker (coautor)
- Catriona
- Marea minvant (The Ebb-Tide) (coautor amb Lloyd Osbourne). Edhasa, 1990
- L'emigrant amateur (The Amateur Emigrant). L'Avenç, 2013

### Relats

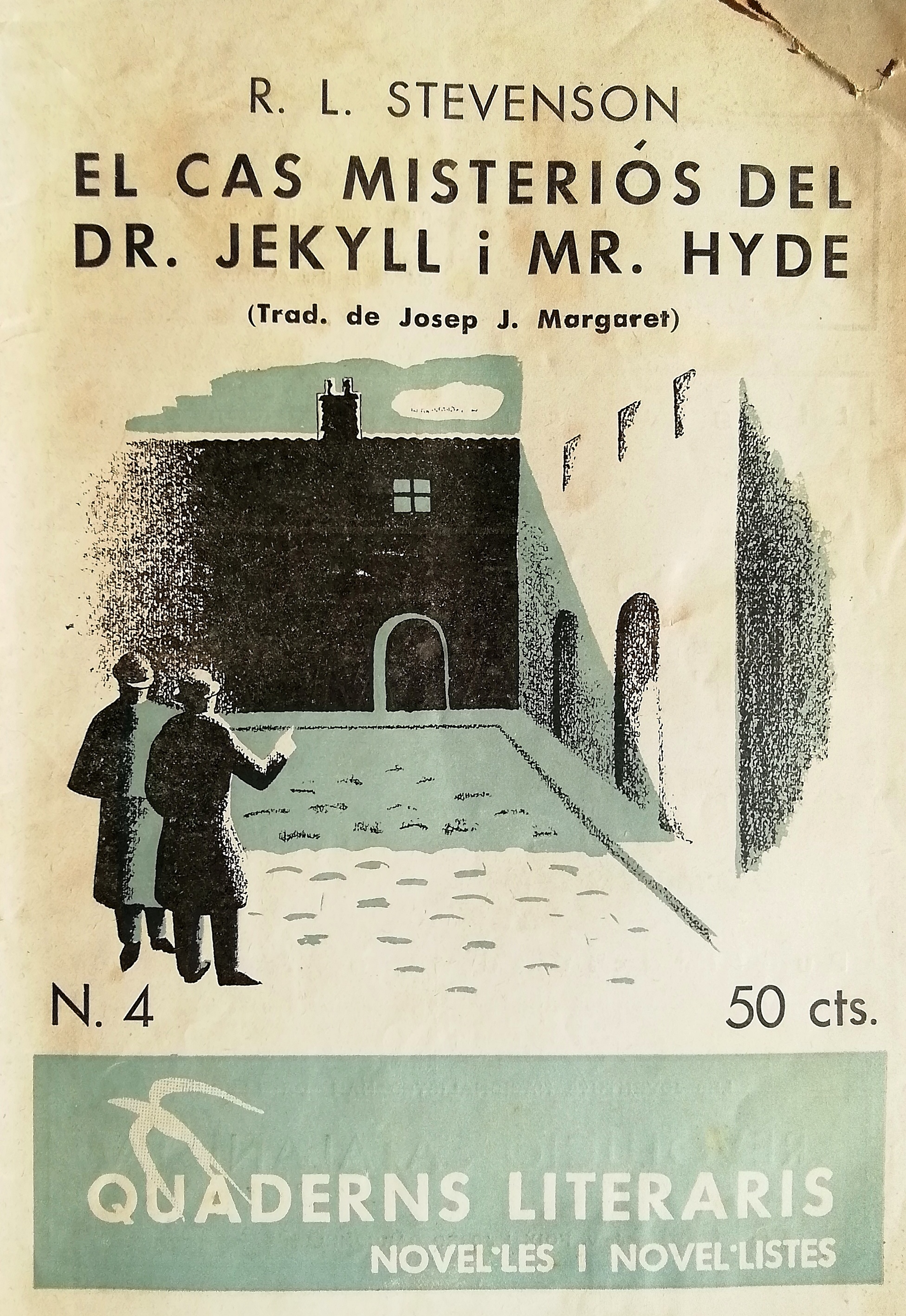
El cas misteriós del Dr. Jekill i Mr. Hyde (Strange Case of Dr Jekyll and Mr Hyde) de R. L. Stevenson. Traducció catalana publicada a Barcelona l'any 1934 dins la col·lecció Quaderns Literaris

- El cas misteriós del Dr. Jekill i Mr. Hyde (Strange Case of Dr Jekyll and Mr Hyde) de R. L. Stevenson. Traducció catalana publicada a Barcelona l'any 1934 dins la col·lecció Quaderns Literaris Olalla. Viena Edicions, 2019. ISBN 978-84-17998-07-3
- El lladre de cadàvers. Traducció catalana de Roger Alier, publicada pel Grup del Llibre l'any 1974
- La Platja de Falesa
- El follet de l'ampolla (o El geni de l'ampolla). Traducció catalana de l'any 1929, per Cèsar August Jordana, reeditada l'any 1974 pel Grup del Llibre.
- Markheim. Traducció catalana de l'any 1929, per Cèsar August Jordana, reeditada l'any 1974 pel Grup del Llibre.
- Guillem del molí

Els relats La Platja de Falesa, El follet de l'ampolla, Markheim, i Guillem del molí estan editats en un sol volum amb el títol "Històries curtes", publicat en la col·lecció A tot vent, d'Edicions Proa. Badalona, 1929. Traducció de C.A. Jordana

### Assaig
- En defensa dels ociosos. Viena Edicions, 2016. ISBN 978-84-8330-897-4